# イブの息子たち
『イブの息子たち』（いぶのむすこたち）は、青池保子による日本の漫画作品。1975年から1979年まで『月刊プリンセス』（秋田書店）に連載された。単行本全7巻と愛蔵版全2巻が秋田書店から、文庫版全3巻が白泉社から発売された。

## 概要
『月刊プリンセス』（秋田書店）1976年1月号から1979年8月号に不定期連載され、全6部と番外編4編から成る作品。
本作は青池保子の出世作であると共に、多彩な歴史上のキャラクター（モーゼ、コロンブス、マルコポーロ、ロビンフッド、エジソン、北条政子、マリーアントワネット、楊貴妃、トロイのヘレン、クレオパトラ、エリザベス一世、マクベス夫人、サロメ他）や、架空作品の登場人物（奈良大仏、アルプスの老女ハイジ、旗本退屈どてら男等）とそれらに関する作者の博識さ（カラヤンの指揮で、ナチスのSSに「♪森へ行こうよ」と合唱させたりする）、ギャグセンス、それらを生かした物語の緻密な構成力等も見せ、後の『エロイカより愛をこめて』で花開く青池の本格的ストーリー漫画における才能の片鱗をうかがわせる作品となっている。
番外編として『エロイカより愛をこめて』とクロスオーバーしている『グッド・カンパニー』『プリズナー69』、『特別番外編』、秋田書店がメディアミックスに大きな役割を果たしていた『宇宙戦艦ヤマト』を徹底的にパロディ化した『宇宙帆船ムサシ』なども描かれている。
なお、連載終了時、欄外には「次の部をお楽しみに」など、中断であるかの記載があったが、作者によれば、冗談で出すべきではないヒトラーを出してしまったことで罪悪感を禁じえず、終わりにしたとのことである。

## あらすじ
ヒース、ジャスティン、バージルの英国青年3人組は、ある日、天使ドジエルから、自分たちが「ヴァン・ローゼ族」である事を告げられる。ヴァン・ローゼ族とは、ドジエルがイブの肋骨から作ってしまった男性だけの一族で、彼らの多くは古今東西の歴史上の人物であり、選ばれた者が一時的に性転換して女性となり、子供をもうけてその血を長らえていた。そのため、彼らは同性愛者である。但し「選ばれた者が一時的に性転換」の設定が登場するのは第1部のみで、第2部以降は単なる同性愛者集団化している。そして3人組は彼らの住む異空間に毎回無理矢理召喚されては、ヴァン・ローゼ族と彼らと敵対する女たちとの騒動に巻き込まれて行く。

## 登場人物

### 主要人物
バージル・ワード
詩人。見つめるだけで相手（美青年）を虜にする「ゴリラ落とし」の持ち主。3人組の中では一番同性愛嗜好を強く打ち出しており、その気のないジャスティンに迫っては逃げられまくっている。黒髪の美形を好む。マッシュルームヘアを「キノコ頭」と揶揄される事が多い。
1970年代に活躍したプログレッシブ・ロックバンド「エマーソン・レイク・アンド・パーマー」のメンバー、カール・パーマーがモデルであると言われている。
ジャスティン・レイ
人気ロック歌手。登場人物の中では唯一のノンケ。それ故に事ある毎にバージルに迫られ、ひ弱でいじめられっ子気質なところから、ヴァン・ローゼ族の変態系キャラクターに追い回される役回りとなる。連載中は「白痴美」（現在は「幼稚美」）と揶揄されていた。番外編「グッド・カンパニー」では東西のスパイ騒動に巻き込まれ、女装して近づいてきた部下G（ぶか「ゲー」、『エロイカより愛をこめて』のエーベルバッハ少佐の部下）に惚れてその唇を奪い、Gのゲイ嗜好に火を点ける遠因となる。
ピーター・フランプトンがモデルであると言われている
ヒース・イアソン
演奏の度にピアノを破壊する、長髪の肉体派ピアニスト。体力勝負の肉弾戦でここぞとばかりに活躍する熱い男。基本的に優しい性格で、同じゲイのバージルよりは寛容にジャスティンに接しているので、バージルから逃げるジャスティンの保護者役になる事もしばしば。長面でしばしば「馬面」と揶揄され、動物系キャラクターに好かれる傾向にある。特に白鳥に変身するニジンスキーには、シリーズ終盤まで時空を越えてつきまとわれた。
1970年代に活躍したプログレッシブ・ロックバンド「エマーソン・レイク・アンド・パーマー」のメンバー、キース・エマーソンがモデルであると言われている。

### 一巻
天使ドジエル
天地創造の際に神様の助手をしていて、誤ってイブの肋骨から男を作ってしまう。この「イブの息子」がヴァン・ローゼ族の起源である。ヴァン・ローゼとはロゼワインのことで、赤と白の中間、すなわち男と女の中間の人類とされている。
アレキサンダー大王
ヴァン・ローゼ族の住む「アトランティス大陸」の支配者。欲望むき出しでジャスティンに迫り、「変態大王」と呼ばれる。いつも通訳のモーゼを従えている。
大松左狂
眼鏡で小デブの男。この巻では知性派で、アトランティス大陸の沈没を予測する。ヒースに惚れこみ追っかける。
パリス
「アトランティス大陸」と敵対する、女ばかりが住む「ムー大陸」における唯一の男性。最初、ジャスティンを女と思い込んでさらうが、その後バージルにその道に目覚めさせられ、最後は天使ドジエルとカップルになる。
ベアトリーチェ
女の園「ムー大陸」に住む可憐な少女。ジャスティンと互いに思いを寄せ合う。シリーズを通しての全女性キャラ中、唯一の「普通の」女の子（「イブ」の世界では基本的に「女はみんなバケモノ」である）。
トロイのヘレン
女の園ムー大陸三大美人の一人で最も強い女性。パリスを狙っており、サディストで女性になりパリスにさらわれたジャスティンに鞭打ちの刑を行う。
クレオパトラ
ムー大陸三大美人の一人で、ヘレンよりは年上で、楊貴妃よりは年下。同じくパリスを狙っておりヘレンとは喧嘩が絶えない。厚化粧でヘレンほど男勝りでないが、かなりのサディスト。ヘレン同様ジャスティンをいたぶる。
楊貴妃
ムー大陸三大美人の中で最年長。他の二人と違い、男には興味なく、ベアトリーチェに同性愛的な感情をいだいている。他の二人と比べて本来は温和だったが、ベアトリーチェに振られて凶暴化する。
ポセイドン
ヴァン・ローゼ族に属していない、老人（男）キャラクター。ノンケなのでベアトリーチェに一目ぼれして、ジャスティン達を助ける代わりに自分の嫁になれと彼女に迫り、ベアトリーチェは承諾して、ジャスティンとの仲が終焉する。その後はベアトリーチェを幸せにしており、ジャスティンを安心させる。

### 二巻
ニジンスキー(ヴァースラフ・ニジンスキー)
サッポーにかけられた呪いによって白鳥に変身させられ、月が出ないと人に戻れないバレエダンサー。人間形態では眉間に皺を寄せた表情をしてチュチュ姿で苦悩している。ヒースに惚れ込み（本物のヴァーツラフ・ニジンスキーは生まれ変わったら馬になりたいと言っていたという）、どんな舞台でも何故か月が昇り、「ヒース、私を見て…」と言いつつ登場するのがシリーズのお約束となった。以降3、4巻と6、7巻にも登場する。ヒースに目を背けられるのが、かえって快感となっているマゾ的なところがあるが、ジャスティンには嫉妬のせいか結構つらく当たる。ヒースをやたらと助けている。
ヤマトタケル
「エデンの西」に住む、長い黒髪のこの巻での美形の男担当。宿敵はジャンヌ・ダルク。バージルに思いを寄せるが、ストイックで誇り高い性格である。番外編にも登場する。
ナポレオン
本来は髪の薄い小男だが、常に20cmのハイヒールと金髪のかつらを愛用している。この巻での、ヴァン・ローゼ族の支配者である。ジャスティンを追っかける。
アルキメデス
この巻での知性派担当。常に風呂に入っており、のちにヒースを好きになる。
ジャンヌ・ダルク
この巻での女たちのリーダー格（最初ヤマトタケルはサッポーが最強といっていたが、これは設定ミスで、一番強いのはジャンヌである）。凶暴で凶悪な性格で、サッポーやヒミコから恐れられている。男たちに戦いを挑む。ヤマトタケルと一対一の勝負で敗れるも去り方がカッコよく、潔い女性。顔が傷だらけである。
サッポー
レズの女王で、大の男嫌い。ニジンスキーを白鳥にした張本人。のちにジャスティンを好きになっていく。
卑弥呼
サッポーと仲良しの、邪馬台国の女王。ジャスティンに惚れこみおっかけて、呪いで眠らせる。

### その後の巻の登場人物
アポロ
地中王国の太陽神。ユニコーンのカウンタックと共に、ヒースの熱情に動かされる。
無名の端役
地獄の住人で、レオナルド・ダ・ヴィンチの秘書兼ヘンリー八世の六人の妻の一人。バージルに思いを寄せられる。モデルはチェーザレ・ボルジアだが、最後まで呼称を「無名の端役」で通している。
キャンデーズエンジェルス
ミニスカートに白ロングブーツの女装アイドル風の三人組。傘を回すと主人公たちをソドムに行かせる。
ヒットラーおじさん
ゲッベルスの指示に従い、大衆に受けることに苦労を重ねるソドムの住民。ジャスティンに惚れ込み、目的の為にはSSを出動させる黒い面も。
高杉晋作
ソドムの住民で、ヒットラーおじさんの警護役ながら、常識人。
サロメ
同じくソドムの住民。バージルを斬首しようとする。